# 매튜 로드리게스
매튜 로드리케스(Matthew Rodriquez, ~ )는 미국의 정치인이다.

## 학력
- 캘리포니아 대학교 버클리 인문사회 학사
- 캘리포니아 대학교 법학대학원 법무박사

## 경력
- 1979 캘리포니아 해안위원회 대학원 조교
- 리버모어시 검사 보좌관
- 헤이워드시 부검사
- 2008 캘리포니아 법무부 차관보
- 2011 ~ 2018 캘리포니아 환경보호국장
- 2021.03 ~ 2021.04 캘리포니아주 법무장관 권한대행